# Söhlde
Söhlde er en by og kommune i det centrale Tyskland med 7.943(2023) indbyggere, hørende under Landkreis Hildesheim i den sydlige del af delstaten Niedersachsen. Den er beliggende omkring 20 km øst for Hildesheim, og 10 km nordvest for Salzgitter.

## Geografi
Söhlde ligger i landskabet Hildesheimer Börde ved overgangen mellem forlandet til Harzen og den Nordtyske Slette.

### Inddeling
Kommunen består af følgende landsbyer:
1. Bettrum
2. Feldbergen
3. Groß Himstedt
4. Hoheneggelsen
5. Klein Himstedt
6. Mölme
7. Nettlingen
8. Söhlde (administrationsby)
9. Steinbrück